# ATM Jam
"ATM Jam" é uma canção da rapper norte-americana Azealia Banks, com vocais de produtor da trilha Pharrell. A faixa foi lançada em 2013, que serviria como o segundo single do álbum de estreia de Banks, Broke with Expensive Taste (2014). Em 29 de junho de 2013, Banks estreou a canção em uma apresentação no Glastonbury Festival 2013, com a estação de rádio Hot 97 de Nova York estreando uma versão limpa, abreviada do estúdio a gravar três dias depois, em 2 de julho. Em 11 de julho de 2013, a versão de estúdio de "ATM Jam" foi lançado na BBC Radio 1, e foi lançado para download digital em 30 de agosto de 2013. No entanto, devido a um feedback negativo dado por seus fãs e por Azealia si mesma, ela anunciou mais tarde que "ATM Jam" seria retirado do álbum.

## Antecedentes e produção
Durante uma entrevista a BBC Radio 1 DJ Zane Lowe — que foi ao ar em 16 de julho de 2013  — Banks revelou que "ATM Jam" foi originalmente concebido para cantora Beyoncé Knowles. Então, veio a ser gravado por ela mesma, Banks, comentou: "ela queria rap ou algo assim e queria que eu escrevesse uma canção e apareci com alguma coisa que eu pensei que seria apropriado para ela, só porque eu sou tão rude, mas eu escrevi a música. Eu escrevi como alguns versos sobre ele e ele Pharrell foi como 'você deve apenas manter isso'".

## Rece(p)ção da crítica
"ATM Jam" recebeu críticas positivas dos críticos. Em uma crítica positiva do single, Josiah Hughes de Exclaim! elogiou a colaboração de Banks com Pharrell Williams, afirmando que os dois são "notavelmente bons juntos." Chris Martins de Spin favoravelmente comparou o desempenho de Banks ao de colegas rappers Nicki Minaj e Missy Elliott, observando sua "ocasional incursão do sotaque inglês". Além disso, Jordan Sargent da mesma publicação chamou "ATM Jam" "Melhor oportunidade de relevância pop nos Estados." Em uma revisão negativa do single, o site Fact criticou o desempenho de Pharrell Williams, chamando o gancho "flácido" e afirmando que, "em geral, não parece que alguém está ansioso para estar na faixa."

## Vídeo musical
Banks originalmente anunciou que o vídeo de "ATM Jam" foi filmado em Nova York em 29 de julho de 2013 com a diretora Clarence Fuller.  No entanto, o vídeo com Fuller foi cancelado por razões desconhecidas e o cargo de diretor para o clipe foi dado para Rony Alwin, estreando em 20 de outubro de 2013 em seu canal VEVO do YouTube, depois de um vazamento foi tornado público na internet.

## Histórico de lançamento
| Região         | Data                   | Formato          |
| -------------- | ---------------------- | ---------------- |
| Austrália      | 30 de agosto de 2013   | Download digital |
| Finlândia      | 30 de agosto de 2013   | Download digital |
| Alemanha       | 30 de agosto de 2013   | Download digital |
| Estados Unidos | 3 de setembro de 2013  | Download digital |
| Reino Unido    | 29 de setembro de 2013 | Download digital |

## Desempenho nas tabelas musicais
| Tabela musical (2013)                         | Posição |
| --------------------------------------------- | ------- |
| Bélgica (Ultratip Bubbling Under de Flandres) | 55      |
| Bélgica (Ultratop Flanders Urban)             | 37      |
| Reino Unido (Official Charts Company)         | 169     |